# Стокке, Вениамин Фомич
Стокке Вениамин Фомич (Стуккей) (Benjamin Stuckey), (в литературе часто упоминается как Стоке) (около 1770 — после 1837) — английский кораблестроитель XIX века на русской службе, один из участников реорганизации казённой Охтинской верфи в Санкт-Петербурге, корабельный мастер и старший судостроитель Охтинского адмиралтейства, построил около 600 судов различного ранга и класса для Российского императорского флота, строитель военного шлюпа «Восток» — корабля Первой русской антарктической экспедиции, в ходе которой русские мореплаватели Ф. Ф. Беллинсгаузен и М. П. Лазарев открыли шестой материк — Антарктиду, член Кораблестроительного учётного комитета, полковник Корпуса корабельных инженеров.

## Биография
Вениамин Фомич Стокке родился около 1770 года в Англии, где до приезда в Россию руководил постройками судов.

### Служба на Охтинской верфи
В 1807 году кораблестроитель был приглашён на русскую службу. В 1807—1808 годах ознакомившись с постановкой судостроительного дела в России, начал работу над проектом по обустройству Охтинской верфи. В 1809 году В. Стокке лично руководил строительством мастерских и элингов на верфи при вновь созданном Паноптическом институте на Охте, в котором предполагалось обучать «искусных мастеров» по всем техническим морским работам. 28 августа 1809 года, сразу же после окончания строительства верфи, последовало распоряжение Адмиралтейского Департамента вверить постройку судов и эллингов на верфи мастеру Стокке, поручив надзор за этим Директору кораблестроения Я. Брюну. 24 декабря 1809 года Стокке был принят на службу в звании корабельного мастера и чином 12-го класса Табели о рангах.
14 февраля 1810 года на новой верфи Вениамин Стокке заложил первое своё судно — 16-пушечный люгер «Стрела». 13 июля 1811 года в присутствии Императора Александра I корабль был спущен на воду, и в тот же день Стоке заложил 32-пушечный фрегат «Поллюкс». За постройку люгера строитель получил 500 наградных рублей и произведён из чина 12-го класса сразу в 9-й класс. 3 июня 1812 года на той же верфи приступил к постройке 44-пушечного фрегата «Аргус» типа «Амфитрида» (спущен на воду 26 августа 1813 года), а 5 декабря 1812 года в Санкт-Петербургском Новом адмиралтействе заложил 74-пушечный линейный корабль «Финланд». Корабль был спущен на воду 7 августа 1814 года и вошел в состав Балтийского флота. 11 марта 1813 года заложил 14-пушечный люгер «Цербер», который был построен и спущен на воду 7 апреля 1814 года.
14 марта 1814 года на Охтинской верфи заложил 44-пушечный фрегат «Меркурий» (спущен на воду 13 июля 1815 года), 24 февраля 1815 года заложил однотипный фрегат «Лёгкий» (спущен 16 августа 1816 года). 22 сентября 1815 года начал постройку 36-пушечного фрегата «Поспешный» типа «Проворный» (спущен на воду 16 августа 1816 года), а 17 октября 1816 года приступил к постройке однотипного фрегата «Гектор» (спущен на воду 3 сентября 1817 года).

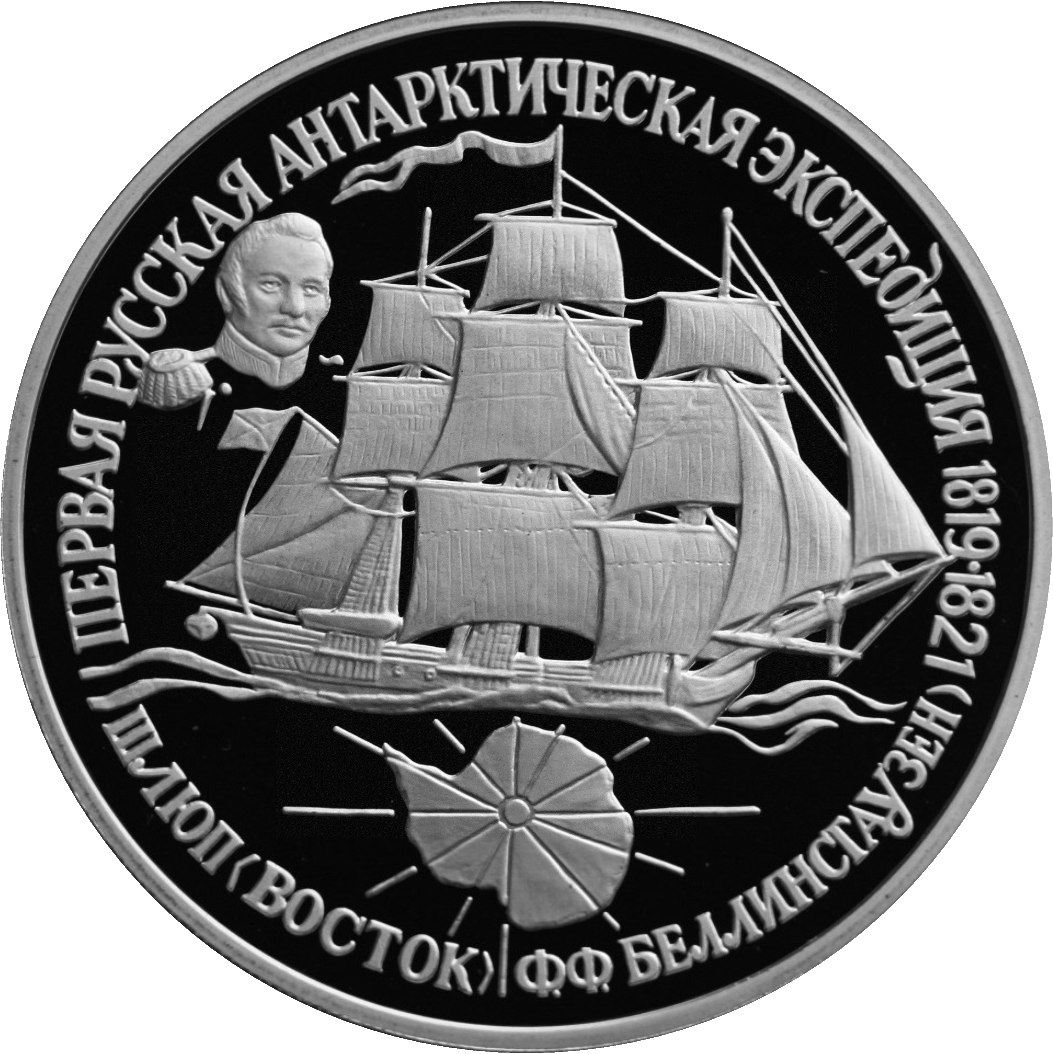
Монета ЦБ РФ.
Шлюп «Восток», построен В. Стокке в 1818 году.

В 1815—1818 годах корабельный мастер построил: транспорт «Полифем» (спущен на воду 12 августа 1815); 28-пушечный фрегат «Нева» (спущен 19 мая 1816 года); галеты «Волхов» в 1815 и «Факел» в 1817 годах; 16-пушечные шхуны «Радуга» и «Опыт»; яхту «Голубка» (заложена 28 июня 1817 года, спущена 28.9.1818); 28-пушечный шлюп «Камчатка» (спущен 17 мая 1817 года), совершивший в 1817—1819 годах кругосветное плавание под командованием В. М. Головнина и 24-пушечный шлюп «Открытие» (спущен 1 мая 1819 года) также участник кругосветной экспедици; 20-пушечные бриги «Олимп», «Ида»; 16-пушные бриги «Охтенка», «Св. Лаврентий»; 12-пушечные катера «Вестник», «Янус», «Хамелеон», «Зефир», «Эол», «Пегас», «Колим» и более 30 других мелких судов.
31 декабря 1817 года Стоке заложил военный шлюп «Восток», который построил и спустил на воду 4 июля 1818 года. Корабль стал одним из двух кораблей Первой русской антарктической экспедиции, в ходе которой русские мореплаватели Ф. Ф. Беллинсгаузен и М. П. Лазарев открыли шестой материк — Антарктиду.
11 февраля 1818 года корабельный мастер, произведённый в 8-й класс Табели о рангах, заложил 44-пушечные фрегаты «Автроил» (спущен 1 июля 1819), 22 ноября 1818 года приступил к постройке 24-пушечного фрегата «Урания» (спущен на воду 5 мая 1820 года); в 1820 году спустил на воду однотипный «Автроилу» фрегат «Проворный», завершил постройку галета «Торнео», в 1821 году достроил шлюп «Аполлон». 11 августа 1821 года спустил на воду 32-пушечный фрегат «Александр Невский» (в 1826 году обращен в транспорт с новым именем «Виндхунд») и заложил в тот же день корвет «Гремящий», совместно с корабельным мастером А. А. Поповым (спущен на воду 30 июня 1822 года). В 1821 году корабел строил иол, спасательные боты, шестнадцать новоизобретённых (по проекту Стоке) 2-пушечных канонерских лодок и одну 2-пушечную бомбардирскую лодку, а также другие мелкие суда.
В 1821 году за постройку кораблей он был награждён единовременно 1000 рублями. 24 февраля 1822 года Стоке заложил два корабля 34-пушечный фрегат «Кастор» (спущен 22 мая 1823 года) и 64-пушечный линейный корабль «Эммануил» (спущен 29 июля 1824 года), который был первым кораблём Российского флота с круглой, а не транцевой, кормой, что значительно упрощало конструкцию, существенно упрочняло корпус и улучшало мореходные качества. При строительстве корабля впервые была использована смешанная система набора с использованием железных книц и медных креплений в носовой части. Достраивал фрегат и линейный корабль кораблестроитель А. А. Попов, так как в 1822 году Стокке был командирован за границу, где посетил Голландию, Англию и Францию для ознакомления с новинками иностранного судостроения. В середине 1823 года Стоке возвратился в Петербург и продолжил работу корабельным мастером на Охтинской верфи. Осенью 1823 года заложил 16-пушечный бриг «Ревель» (спущен 13 октября 1824 года) и 24-пушечный военный шлюп «Смирный» (спущен 14 мая 1824 года) — участник кругосветного плавания.

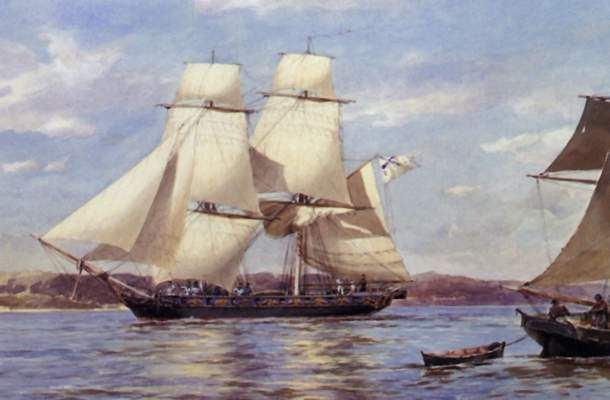
Яхта «Дружба». Беггров К. А. (1892)

В 1824 году Стоке построил пассажботы «Лидия» и «Муетта» и заложил транспорт «Кроткий» (спущен 2 мая 1825 года). 2 мая 1825 года спустил на воду 24-пушечный фрегат «Россия». 23 сентября 1825 года заложил два 16-пушечных брига «Моллер» и «Синявин» (оба спущены 14 мая 1826 года), а на следующий день
24 сентября приступил к постройке 74-пушечного линейного корабля «Александр Невский» (спущен 7 октября 1826 года). Построил яхту «Лизета» и 11 ноября 1825 года приступил к постройке императорской яхты «Дружба» (спущена 10 мая 1826 года), которая предназначалась для Николая I, для него же построил 20-весельный катер. 13 ноября 1826 года заложил 20-пушечный бриг «Охта», а через 2 дня заложил 74-пушечный линейный корабль «Великий Князь Михаил» (спущен 15 октября 1827 года) и начал постройку однотипного «Охте» брига «Усердие», которые спустил на воду в один день 30 апреля 1827 года. 30 ноября 1827 года Стоке заложил в Санкт-Петербургском Главном адмиралтействе 74-пушечный линейный корабль «Арсис» (спущен 29 сентября 1828 года).
8 ноября 1827 года кораблестроитель Стоке приступил к постройке своего первого парохода «Опыт» с паровой машиной в 40 л. с. (спущен 17 апреля 1828 года). 1 декабря 1827 года на Охтенской верфи Стоке заложил сразу четыре судна: 44-пушечные фрегаты «Княгиня Лович» (спущен 26 мая 1828 года), 24-пушечный фрегат «Надежда» (спущен 29 сентября 1828 года) и два 20-пушечных брига «Телемак» и «Улисс» (оба спущены на воду 12 мая 1828 года).
За успехи в судостроении кораблестроитель в 1824 году был повышен в чин 7 класса, в 1826 году — в чин 6 класса, награждён орденом Святой Анны 2 степени и единовременной премией 3000 рублей. 22 декабря 1826 года был переименован в полковники Корпуса корабельных инженеров. В 1827 году был награждён орденом Святой Анны 2 степени с алмазными украшениями и единовременной премией 2000 рублей. В 1828 году был пожалован прибавочным столовым жалованием по 2000 рублей в год.

### Служба в Охтинском адмиралтействе
В 1828 году Охтинская верфь указом императором Николая I получила статус Адмиралтейства. 12 февраля 1829 года Император повелел иметь на верфи два эллинга для строительства линейных кораблей и фрегатов и два эллинга — для судов меньшего класса. Разработку нового плана Охтинского Адмиралтейства поручили В. Ф. Стоке, за выполнение которого он был пожалован орденом Святого Владимира 3 степени и перстнем. В ходе усовершенствования верфи и строительства кораблей Стоке проявил новаторство и изобретательство, так по его представлению было предложено строить на Охте фрегата носом к воде, что давало облегчение при его спуске на воду, корабел предложил на кораблях обустраивать по новому крюйт-камеры и строить ватерклозеты.
23 июля 1828 года Стоке начал строительство двух пароходов с паровой машиной в 40 л. с. «Охта» (спущен на воду 22 октября 1828 год) и «Нева» (спущен 26 октября 1828 г), 29 сентября 1828 года заложил два 44-пушечных фрегата «Анна» и «Беллона» (оба спущены 19 мая 1829 года), 29 ноября 1828 года приступил к постройке сразу четырёх кораблей: 74-пушечного линейного корабля «Бриен» (спущен 10 сентября 1829 года) и трёх 20-пушечных бригов «Гектор», «Аякс» и «Парис» (все спущены в мае 1829 года). 22 апреля 1829 года заложил 12-пушечный трёхмачтовый люгер специальной постройки «Ораниенбаум» (спущен на воду 9 ноября 1829 года), 7 марта — люгер «Петергоф» (спущен 1 ноября 1829 года), 21 ноября — 74-пушечный линейный корабль «Березина» (спущен 25 августа 1830 г.). 15 (27) февраля 1830 года начал постройку требаки «Тосно» (спущена 31 июля (12 августа) 1830 года), 25 августа 1830 года приступил к постройке яхты «Нева» (спущена 25 августа 1831 года, с 1849 года переименована в «Мензула»), 30 декабря 1830 года — 20-пушечного брига «Диомид»(спущен 8 августа 1831 г.) и 16-пушечной шхуны «Град» (спущена 8 августа 1831 г.). В последний день 1830 года заложил два корабля: пароход «Геркулес» с двумя паровыми машинами прямого действия по 100 номинальных л. с. (спущен 8 августа 1831 г.) и люгер «Стрельна» (спущен 28 августа 1831 года). В 1830 году корабел получил прибавочное столовое жалование 1000 рублей.

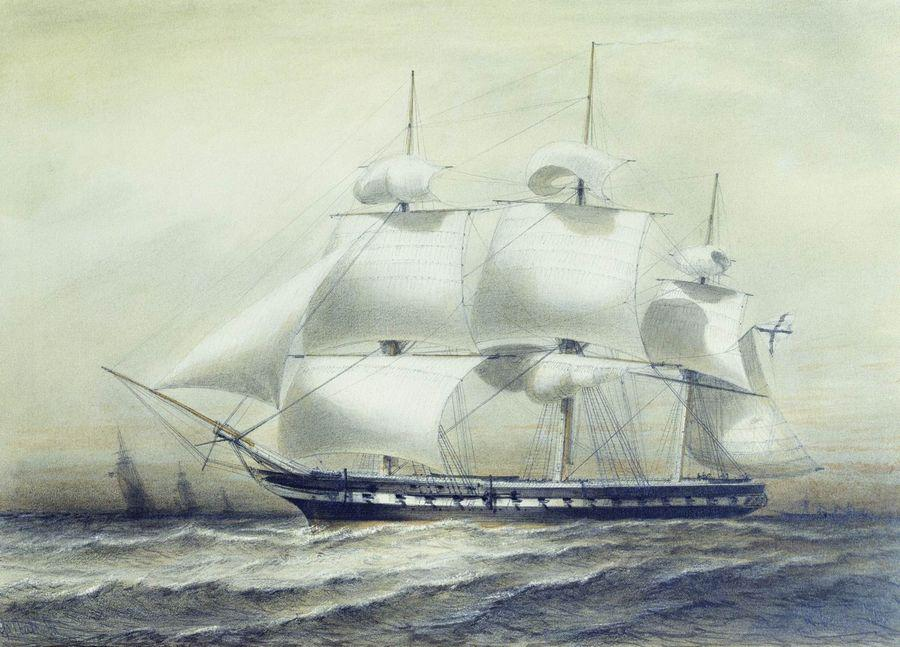
Фрегат «Паллада»

В сентябре 1831 года Император Николай I повелел Морскому министерству поручить полковнику В. Ф. Стоке «построение» на Охтинской верфи 74-пушечного корабля, 44-пушечного фрегата и военного транспорта. Особым параграфом указывалось, что фрегат надлежит строить по Сеппингсовой системе, предусматривающей диагональное крепление корпуса ридерсами и раскосинами, скрепление его членов железом и употребление войлока под обшивку. 28 октября 1831 года В. Ф. Стоке представил на рассмотрение Кораблестроительного и учётного комитета чертежи будущего фрегата, разработанные на основании чертежа 52-пушечного фрегата «Президент», построенного в Англии по образцу американского фрегата такого же ранга. Чертёж данного корабля привез из Англии штабс-капитан Корпуса корабельных инженеров И. А. Амосов. 31 октября 1831 года проект представленный В. Ф. Стоке был одобрен. 2 ноября 1831 года 52-пушечный фрегат за № 22 был заложен. 12 ноября, Николай 1 повелел назвать фрегат «Паллада». В конце 1832 года старший судостроитель Охтинского адмиралтейства В. Стокке заболел, на этом посту его заменил И. А. Амосов, который достроил фрегат и спустил его на воду. Первым командиром корабля стал капитан-лейтенант П. С. Нахимов, впоследствии ставший знаменитым адмиралом. Фрегат русского военного флота, совершил переход из Кронштадта через Атлантический, Индийский, Тихий океаны к берегам Японии с дипломатической миссией на борту. В этом рейсе участвовал русский писатель И. А. Гончаров, написавший книгу об этом путешествии.
2 ноября 1831 года Стоке заложил транспорт «Виндава» (спущен 1 сентября 1832 года), в это же году построил тендер «Лебедь». 30 декабря 1831 года заложил паровую императорскую яхту Николая I «Александрия» с паровой машиной мощностью 90 л. с., которая была спущена 4 июля 1832 года и стала последним кораблём, построенным Стоке в России.
С 1833 по 1835 годы В. Ф. Стокке находился в отпуске по состоянию здоровья и проходил лечение заграницей. 12 августа 1835 года был назначен членом Кораблестроительного учётного комитета. В 1836 году был уволен со службы в заграничный отпуск для продолжения лечения. Однако состояние здоровья не позволило вернуться Стокке в Россию, он подал прошение об отставке и 3 февраля 1837 года был уволен с русской службы.
Скончался Вениамин Фомич Стокке в Англии.

## Награды
- Орден Святой Анны 2 степени
- Орден Святой Анны 2 степени с алмазными украшениями
- Орден Святого Владимира 3 степени[5]